# Saint Marc (Donatello)
Pour les articles homonymes, voir Saint Marc.
Le Saint Marc de Donatello est une sculpture de la Renaissance en marbre réalisée de 1411 à 1413 mesurant 2,48 mètres. L’œuvre est actuellement exposée à Florence dans le musée d'Orsanmichele, à l’origine, la statue était dans une niche extérieure de l’église d'Orsanmichele où se trouve aujourd’hui une copie.
La statue est commandée en 1410 par la Guilde des Tisserands de Lin ainsi que deux autres statues mais Saint-Marc est la première de ces œuvres achevées. La niche où se tenait la statue n’a pas été réalisée par Donatello mais probablement par deux sculpteurs de pierre, Perfetto di Giovanni et Albizzo di Piero (de).

## Analyse
La statue de saint Marc est une œuvre emblématique de la Renaissance italienne. Cette sculpture, initialement destinée à une niche de l'église d'Orsanmichele à Florence, incarne l'innovation artistique de son époque, tant par sa technique que par sa symbolique.
Donatello a magistralement appliqué la technique du contrapposto, une posture héritée de l'art grec et romain antique. Dans cette position, le poids du corps repose sur une jambe, créant une asymétrie naturelle entre les hanches et les épaules. Ici, la jambe droite supporte le poids de la statue tandis que la jambe gauche est légèrement fléchie, conférant à saint Marc une posture dynamique et réaliste. Ce choix stylistique renforce l’impression de mouvement et donne une vitalité humaine à la statue, contrastant avec la rigidité des sculptures médiévales.

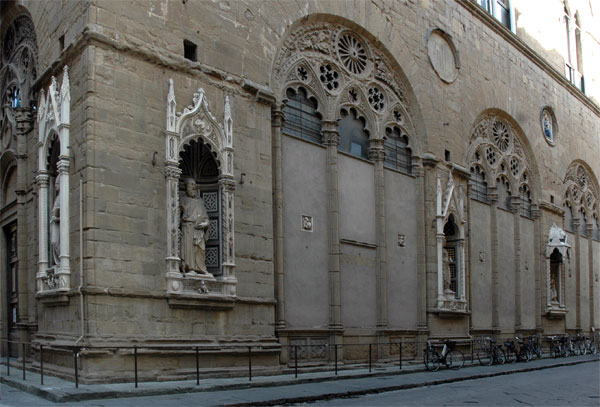
Façade sud de l’église d'Orsanmichele où l’on aperçoit la copie de la statue de saint Marc.

Un aspect remarquable de la statue est l'attention portée à son angle de vision. Conçue pour être placée dans une niche surélevée au-dessus du niveau des yeux, Donatello a subtilement exagéré certaines proportions de la statue, notamment la tête, les mains et le torse. Ces ajustements permettent à l'œuvre de conserver des proportions harmonieuses lorsqu'elle est observée depuis la rue, démontrant une compréhension approfondie des principes de la perspective et de l’optique.
La statue représente saint Marc tenant un livre, probablement l'Évangile qu'il a écrit, dans une posture qui suggère une inspiration divine. Les veines proéminentes sur sa main, la texture détaillée de ses vêtements et les plis réalistes de son manteau témoignent de la maîtrise technique de Donatello. Contrairement aux conventions médiévales où les vêtements dissimulaient souvent la forme du corps, Donatello met en évidence la structure corporelle sous le drapé, montrant une attention méticuleuse à l'anatomie humaine. Cette approche reflète une influence humaniste, valorisant la représentation fidèle de la nature.
Commandée par la guilde du lin, la statue intègre des éléments qui rendent hommage à cette corporation. Le traitement des drapés, tombant naturellement sur le corps, évoque la souplesse et la finesse des tissus de lin, liant ainsi l'œuvre à son commanditaire tout en illustrant l’interaction entre art et commerce à la Renaissance.